# Rxvt
rxvt – emulator terminala dla X Window System. Projekt rozpoczął Rob Nation. Zaprojektowany został z przeznaczeniem jako odchudzony zamiennik xterma, z pominieciem niektórych rzadko wykorzystywanych funkcji, jak emulacja Tektronix 4014. rxvt jest rozszerzoną wersją starszego emulatora terminali xvt, stworzonego przez Johna Boveya z University of Kent at Canterbury.
Nowsze wersje rxvt mają podstawową obsługę przezroczystości.
W pakiecie z rxvt jest również program rclock.